# Cistugo seabrae
Cistugo seabrae es una especie de murciélago de la familia Vespertilionidae. Su distribución cubre el centro y sur de África, en Angola, Namibia y Sudáfrica, habitando las zonas desérticas de estos países.